# Kasania arundinalis
Kasania arundinalis là một loài bướm đêm trong họ Crambidae.